# آشرسلیبن
شهر آشرسلبن (به آلمانی: Aschersleben) در ایالت زاکسن-آنهالت در کشور آلمان واقع شده است.